# 4499 Davidallen
4499 Davidallen è un asteroide della fascia principale. Scoperto nel 1989, presenta un'orbita caratterizzata da un semiasse maggiore pari a 3,1702169 UA e da un'eccentricità di 0,1676816, inclinata di 6,54826° rispetto all'eclittica. Ha preso il nome in onore dell'astronomo britannico David Allen.